# Canon EOS-1D Mark III
Die Canon EOS-1D Mark III ist eine digitale Spiegelreflexkamera des japanischen Herstellers Canon, die seit Mai 2007 erhältlich ist. Der Hersteller richtet sie an professionelle Anwender.

## Technische Merkmale
Die Kamera verfügt über einen APS-H-CMOS-Sensor mit 10,1 Megapixeln, einen 45-Punkt-Autofokus und einen 230.000 Pixel 3-Zoll-LC-Bildschirm mit einstellbarer Helligkeit in 7 Stufen. Sie wiegt 1210 g ohne Objektiv und ist zu allen EF-Objektiven kompatibel, nicht jedoch zu den EF-S-Objektiven.
Die Kamera hat im Weiteren folgende Merkmale:
- Selbstreinigende Sensoreinheit (EOS Integrated Cleaning System)
- 45-Punkt-TTL-Autofokus – 19 mit Kreuzsensoren
- ISO-Bereich von 100 bis 3200, der per Menüeinstellungen auf 50 und 6400 erweitert werden kann
- Wetterfestes Gehäuse aus Magnesiumlegierung
- Penta-Dachkantprisma-Sucher, der ca. 100 % des Bildes anzeigt
- Reihenaufnahmen mit bis zu 10 Bildern pro Sekunde (Pufferspeicher für bis zu 110 Bilder im JPEG-Format und maximal 30 Bilder im RAW-Format)
- Zwei DIGIC-III-Bildprozessoren

## GPS-Anschluss
Über den Datentransmitter WFT-E2 kann an die Kamera ein GPS-Gerät angeschlossen werden, um den genauen Aufnahmeort jedes Fotos aufzuzeichnen. Die Koordinaten werden in den Exif-Daten des Bildes gespeichert (Geo-Imaging).

## Nachbesserungen durch den Hersteller
Klagen von Benutzern kamen auf, wonach die Schärfenachführung bei bewegten Objekten nicht treffsicher genug sei. Dies ließ sich auf eine Fehlfunktion des Autofokus-Hilfsspiegels zurückführen. Der Hersteller bot hierzu ab Dezember 2007 ein kostenloses Reparaturprogramm an. Dass die Probleme damit nicht vollständig behoben wurden zeigt eine Veröffentlichung des Canon Professional Service im März 2009, fast zwei Jahre nach Einführung der Kamera.
Ein weiteres Reparaturprogramm konnte die bestehenden Probleme dann endgültig lösen.

## Bilder

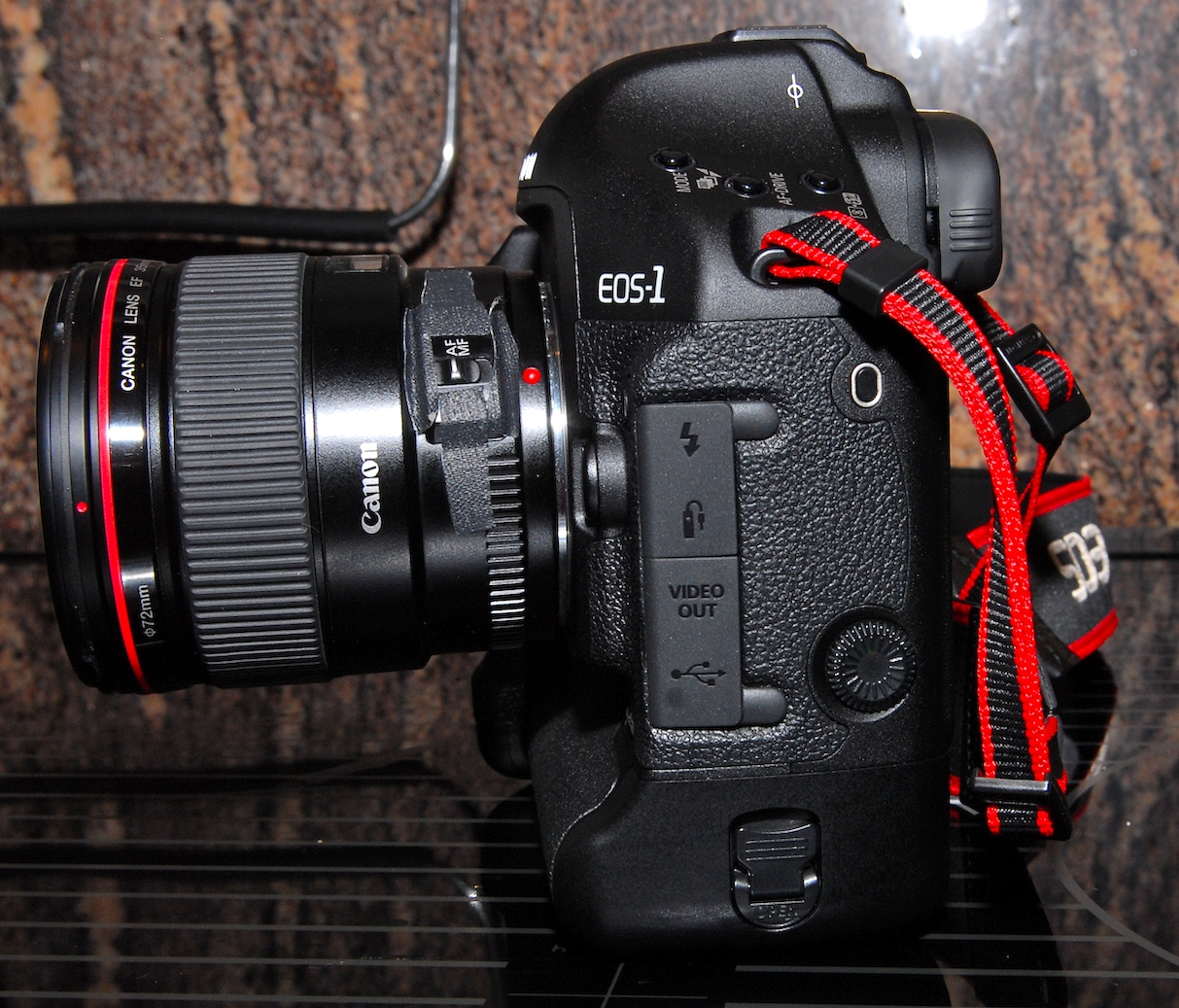
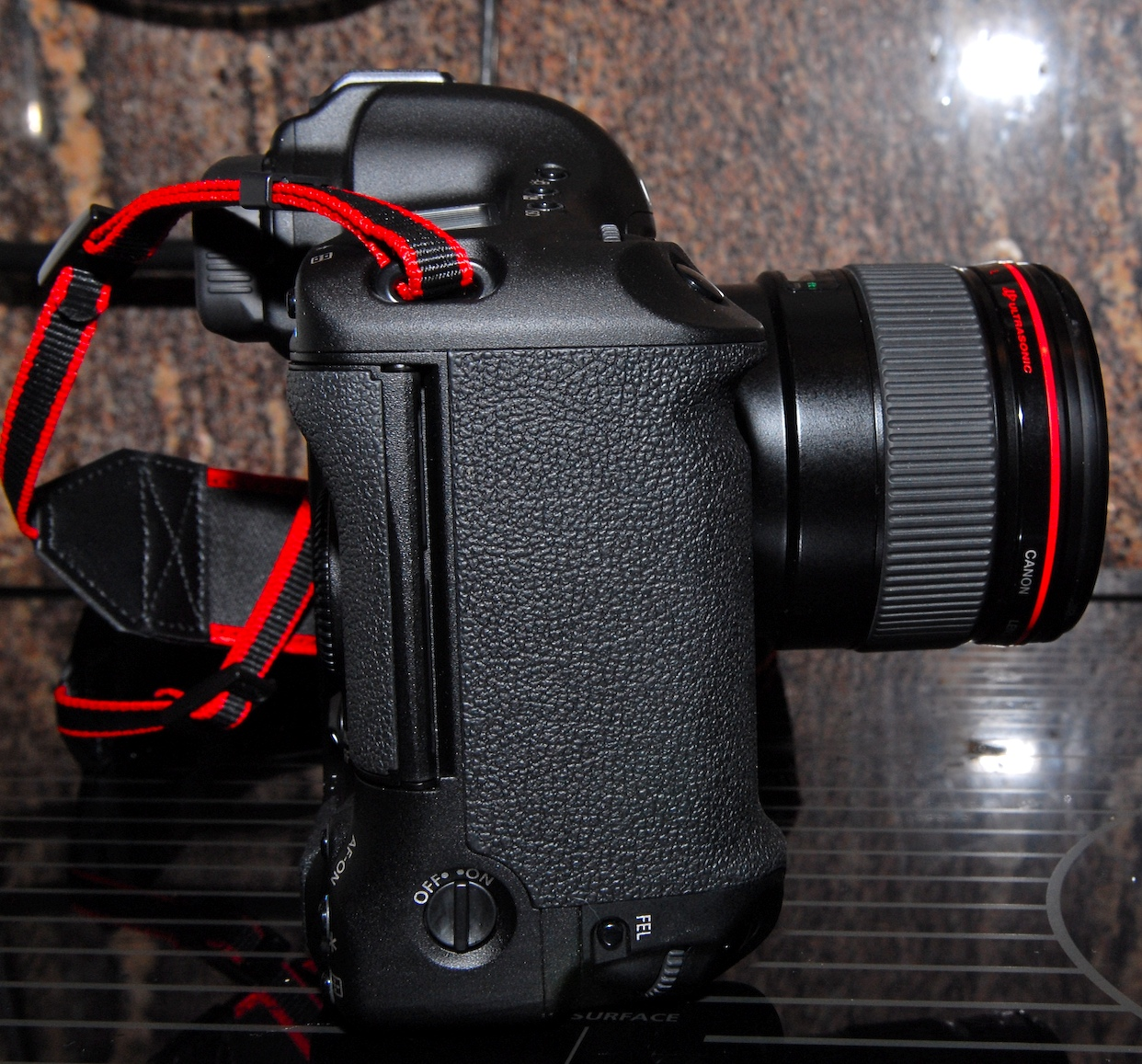
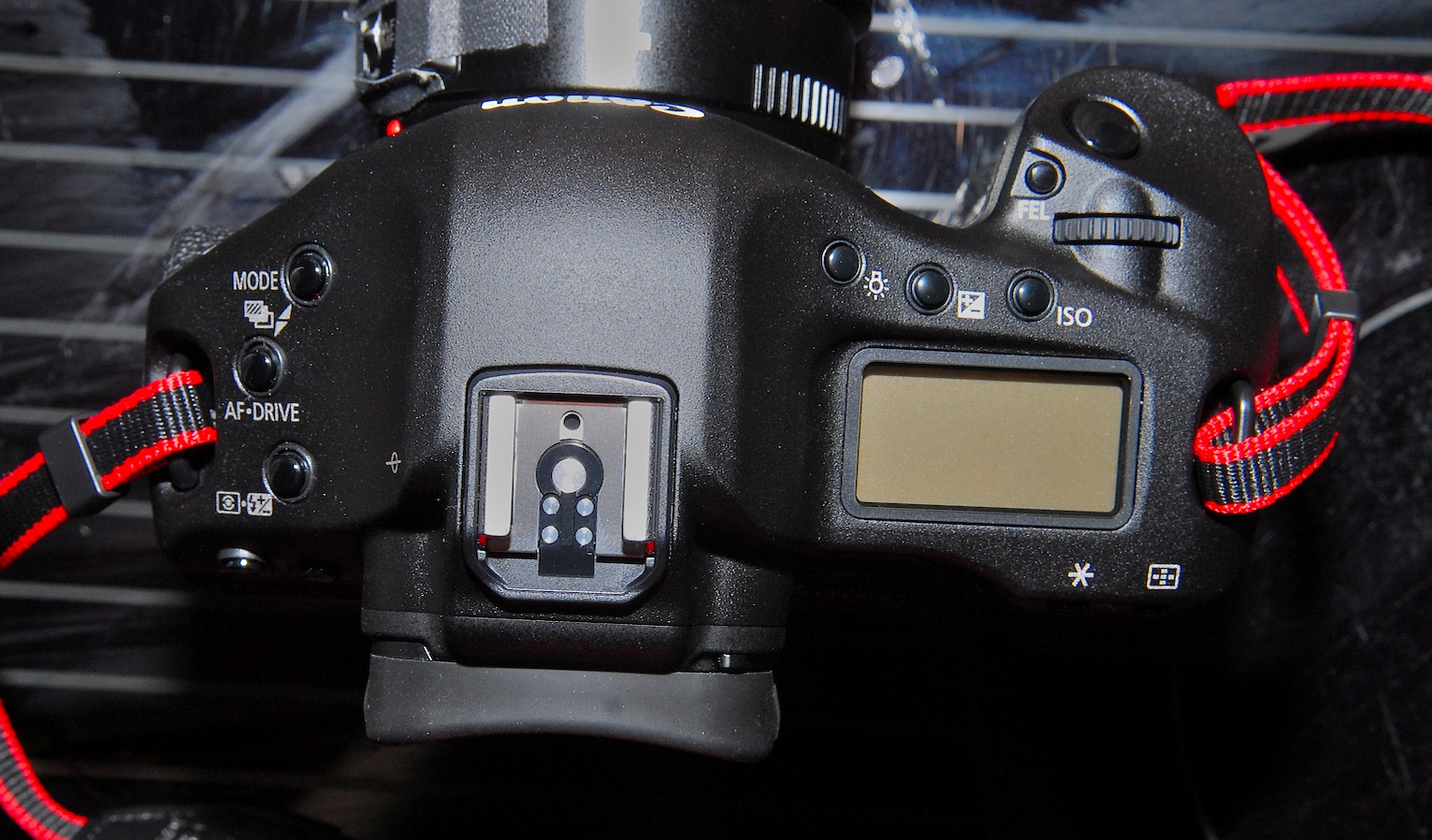
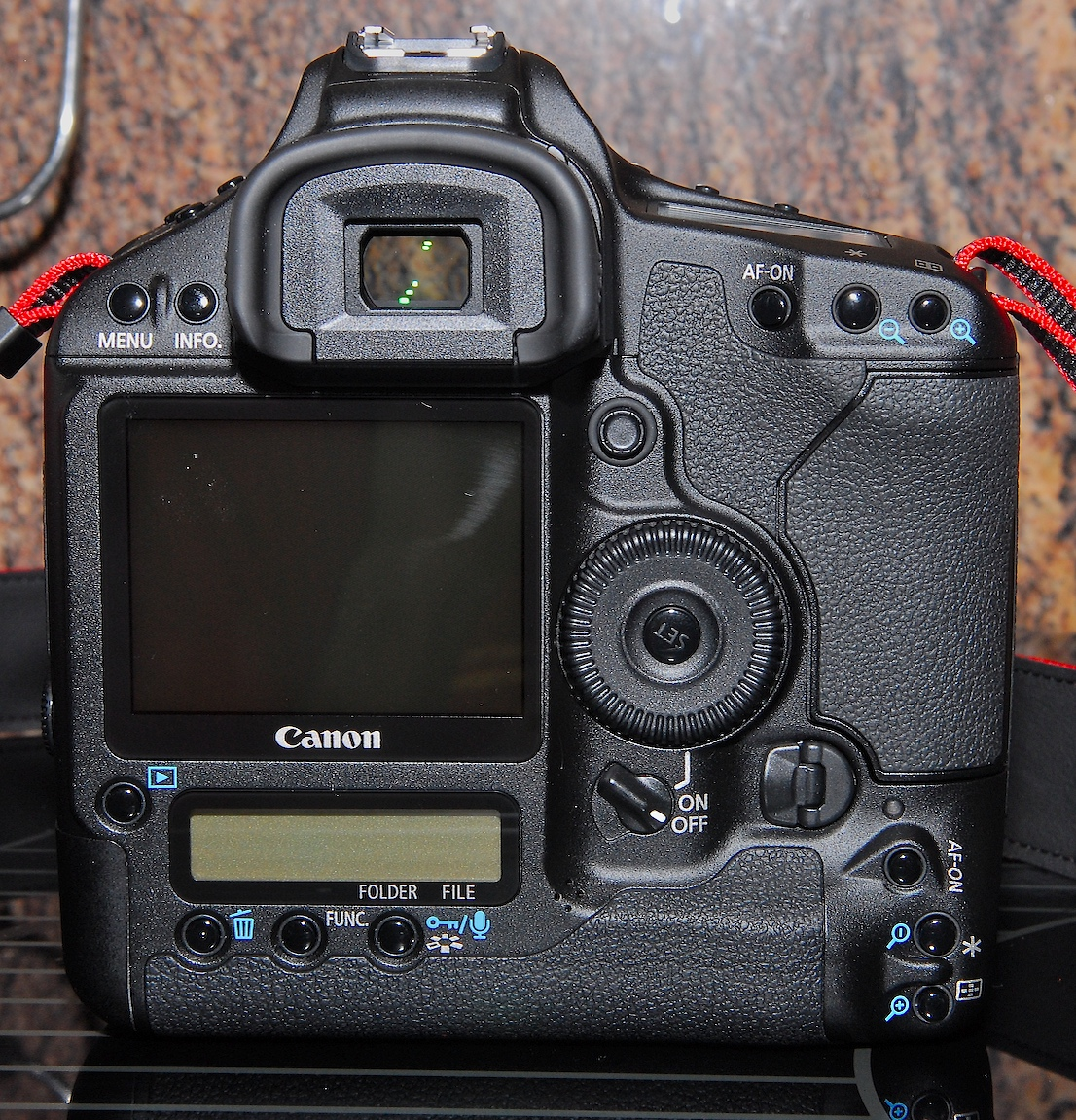